# 山形清
山形 清（やまがた きよし、1893年（明治26年）9月10日 - 1991年（平成3年）2月23日）は、日本の外交官。

## 経歴・人物
茨城県出身。第一高等学校及び東京帝国大学卒業後、大蔵省を経て外務省に入省した。複数の海軍軍縮会議随員、ベネズエラ及びコロンビア初代公使、チリ公使、パキスタン初代大使などを歴任した。
- 1911年（明治44年）3月 - 茨城県立太田中学校（現在の茨城県立太田第一高等学校）卒業
- 1917年（大正7年） - 外務省入省
- 1921年（大正11年） - ケンブリッジ大学留学
- 1927年（昭和2年）- ジュネーブ海軍軍縮会議随員
- 1929年（昭和4年） - 欧米局第二課課長
- 1930年（昭和5年） - ロンドン海軍軍縮会議随員
- 1938年（昭和13年） - 駐ベネズエラ兼ねて駐コロンビア公使（初代）
- 1946年（昭和21年） - 終戦連絡中央事務局次長
- 1952年（昭和27年）9月 - 駐パキスタン特命全権大使（初代）

## 栄典
- 1940年（昭和15年）8月15日 - 紀元二千六百年祝典記念章[3]

## 主要著作
- 『海軍軍縮交渉・不戦条約』（鹿島平和研究所編『日本外交史』第16巻、鹿島研究所出版会）1973年